# 봉은사 칠성도
봉은사 칠성도(奉恩寺 七星圖)는 서울특별시 강남구 삼성동, 봉은사에 있는 조선시대의 칠성도이다. 2007년 9월 27일 서울특별시의 유형문화재 제233호 봉은사 북극보전 칠성도(奉恩寺 北極寶殿 七星圖)로 지정되었다가, 2009년 6월 4일 현재의 명칭으로 변경되었다.

## 개요
이 불화는 북극보전에 산신도, 독성도와 함께 봉안되어 있는 칠성도로서 1886년 4월 판전의 후불탱화(비로자나불화), 산신도와 함께 조성되어 판전에 봉안되었다가 1942년 북극보전으로 이안된 것이다.
치성광여래는 흰 소가 끄는 마차 위 연화대좌 위에 결가부좌하고 있다. 둥근 얼굴에 육계가 뾰족하며, 오른손은 가슴부근으로 들어 올려 손가락을 마주 잡고 왼손은 무릎 위에 놓아 금륜(金輪)을 들고 있다. 소가 끄는 마차에 앉아있는 치성광여래의 도상은 힌두교에서 태양이 백우거(白牛車)를 타고 우주를 1회 돌면 1년이 된다는 설에서 유래한 것으로 중국과 한국 등에서는 일찍부터 백우거(白牛車)를 타고 있는 치성광여래의 도상이 성립되었는데, 조선후기에는 치성광여래가 대부분 우차(牛車)를 타지 않고 수미단 위에 결가부좌한 모습으로 표현되는 것이 일반적이다. 그러나 일부 칠성도, 예를 들어 청룡사 칠성도(1868년)를 비롯하여 서울 미타사 칠성도(1874년), 동학사 칠성도(19세기후반), 서울 안양암 칠성도(1930년) 등 19세기 후반에 조성된 칠성도 중에는 백우거(白牛車)가 묘사되고 있어 전통적인 도상을 잘 계승하였음을 볼 수 있는데, 봉은사 칠성도 또한 그러한 도상에 속한다고 할 수 있다.
치성광여래 아래에는 해와 달을 신격화한 일광보살[日光遍照逍災菩薩]과 월광보살[月光遍照逍災菩薩]이 몸을 구부린 채 각각 붉은 해와 흰 달이 그려진 보관을 쓰고 본존을 향해 합장하였으며, 그 옆에선 두 명의 동자가 향로와 과일을 공양하고 있다. 치성광여래의 두광과 신광 옆에는 머리에 별이 그려진 관을 쓴 28宿이 좌우 14구씩 묘사되었으며, 그 옆으로 왼쪽(향우측)에 4구, 오른쪽에 3구 등 칠성여래가 큼직하게 묘사되었다. 칠성여래는 녹색의 두광을 두르고 정면 혹은 측면을 향하고 있는데 둥근 얼굴에 뾰족한 육계 등 치성광여래와 동일한 모습이다. 칠성여래 아래에는 붉은 관복을 입고 별이 그려진 관을 쓴 문신모습의 칠원성군(七元星君)이 시립하였는데, 왼쪽의 한 성군은 면류관을 쓰고 있어 아마도 시왕 중 다섯 번째 염라대왕이 면류관을 쓴 것을 따른 것이 아닐까 생각된다. 이들 옆으로는 좌우 각 2명의 동자가 높게 번을 쳐들고 있다. 칠성여래의 위쪽으로는 태상노군(太上老君)과 필성(弼星), 그리고 화면 상단 좌우에는 각각 삼태(三台)와 육성(六星)이 배치되어 있다. 태상노군의 정수리가 유난히 높은 것이 눈에 띈다. 채색은 적색과 녹색, 청색, 황색 등이 주조를 이루지만 적색과 청색의 사용이 두드러져 보인다.
등운 수은(騰雲 修隱)이 화주, 청신녀(淸信女) 경인생(庚寅生) 오청정월(吳淸淨月)이 인권대시주(引勸大施主)가 되어 조성하였는데, 오청정월(吳淸淨月)은 1892년 대웅전의 삼세불화와 삼장보살도, 감로왕도 제작 때 인권대시주를 맡았으며, 1912년 대웅전 삼존불상의 개금 때도 인권화주(引勸化主)를 맡은 것으로 보아 19세기 후반 봉은사의 중요한 단원(檀越) 중 한 사람이었던 것으로 보인다.
화기
光緖十二年丙戌四 月日奉安于奉恩寺 神七星幀奉爲 緣化秩 證明 帍夆應奎 漢隱正俊 幻隱允定 誦呪比丘啓天 金魚 慶船應釋 東昊震徹 賢調 慧照 供司比丘若訥 鐘頭比丘 法能 別座比丘信永 都監淸霞包舍 化主騰雲修隱 施主秩 乾命戊子生李氏 坤命癸亥生金氏 兩位 乾命辛亥生李在淳 坤命癸丑生洪氏 兩位 乾命丙寅生黃延壽 坤命丙寅生李氏 兩位 引勸大施主 淸信女庚寅生吳氏 淸淨月

이 불화는 전체적으로 인물묘사가 섬세하고 곧은 철선을 사용하여 유려한 필치를 보여주며, 많은 인물들을 표현하면서도 위로 올라갈수록 인물의 크기를 작게 그리고, 치성광여래를 향하여 인물들을 배치함으로써 상단의 본존에게 시선을 집중시키는 효과를 얻고 있다. 특히 백우거(白牛車)에 앉아있는 치성광여래의 도상은 다른 지역에서는 잘 나타나지 않는 도상이지만 서울 미타사 삼성각 칠성도(1874년), 정수사 칠성도(1878년) 등에서 볼 수 있어, 이 불화가 19세기 후반 서울, 경기지역 칠성도상을 충실하게 계승하였음을 알 수 있다. 이에 서울시 유형문화재로 지정한다.

## 참고 자료
- 봉은사 칠성도 - 국가유산청 국가유산포털